# Lila Kedrova
Lila Kedrova (født 9. oktober 1918, død 16. februar 2000) var en russisk-fransk  teater- og filmskuespiller. Hun vandt Oscar for bedste kvindelige birolle for Zorba, grækeren (1964), og Tony Award for bedste præstation af en skuespillerinde i en musical for den samme rolle i musicalversionen af filmen.

## Liv og karriere
Kedrova hævdede at være født i 1918, i Petrograd, Rusland, selv om året er umuligt at fastslå. Hendes forældre var russiske operasangere. Hendes far, Nikolaj, var sanger og komponist og dannede den første russiske mandekvartet til fremføre liturgisk messesang. Hendes mor, Sofija Gladkaja (1875-1965) var en sanger på Mariinskij-teatret og underviser ved Conservatoire de Paris. Kedrovas bror, Nikolaj (1905-1981), var russisk sanger og komponist af liturgisk musik.
På et tidspunkt efter oktoberrevolutionen flyttede i 1922 familien til Berlin. I 1928 flyttede de videre til Frankrig, hvor Kedrovas mor underviste på Conservatoire de Paris, og hendes far genskabte kvartetten "Quatuor Kedroff". I 1932 blev Kedrova medlem af Moskvas Kunstteaterets turnéselskab. Derefter begyndte hendes filmkarriere, primært i franske film, indtil hun første gang optrådte på engelsk i 1964 som madame Hortense i Zorba, grækeren.
Hendes præstation indbragte hende en Oscar for bedste kvindelige birolle. Kedrova spillede i Alfred Hitchcocks film, Bag jerntæppet fra 1966 rollen som grevinde Kuchinska. Kedrova spillede Fraulein Schneider i West End-opførelsen af Cabaret i 1968 sammen med Judi Dench og Peter Sallis.
Hun fortsatte derefter med at spille en serie excentriske eller flagrende kvinder i en række Hollywood-film. I 1983 spillede hun sin gamle rolle som madame Hortense på Broadway i musicalversionen af Zorba, grækeren, hvor hvilken hun vandt både en Tony Award for bedste præstation af en skuespillerinde i en musical og en Drama Desk Award. I 1989 spillede hun Madame Armfeldt i London-genopsætningen af Sommernattens smil.

## Død
I 2000 døde Kedrova i sit sommerhus i Sault Ste. Marie, Ontario, Canada, af lungebetændelse, efter i en længere periode at have lidt af Alzheimers sygdom.

## Filmografi
| Titel                                             | År   | Rolle                     | Noter |
| ------------------------------------------------- | ---- | ------------------------- | --- |
| Ultimatum                                         | 1938 | Irina                     | som Lila Kédrova |
| No Way Back                                       | 1953 | Ljuba                     | |
| Le Défroqué                                       | 1954 |                           | Ukrediteret |
| De glemtes batallion                              | 1954 | Rose                      | Fransk: Le Grand jeu |
| I den hvide slavehandels klø'r                    | 1954 | Mme. Denis, portnerske    | Fransk: Les impures |
| Les Chiffonniers d'Emmaüs                         | 1955 | Bastiens kvinde           | Ukrediteret |
| Razzia sur la chnouf                              | 1955 | Léa                       | |
| Futures vedettes                                  | 1955 | Mme. Dimater, Sophies mor | |
| De kører om natten                                | 1956 | Mme. Vacopoulos           | Fransk: Des gens sans importance |
| Den store gade                                    | 1956 | Pepita                    | Fransk: Calle Mayor |
| Jusqu'au dernier                                  | 1957 | Marcella Bastia           | |
| Ce joli monde                                     | 1957 | Léa                       | |
| Les amants de Montparnasse                        | 1958 | Anna Sborowsky            | |
| Den skinbarlige Eva                               | 1959 | Manuela                   | Fransk: La Femme et le Pantin |
| Jons und Erdme                                    | 1959 |                           | Østrig |
| Mon pote le gitan                                 | 1959 | La Choute                 | |
| Kriss Romani                                      | 1963 | Kirvi                     | |
| La mort d'un tueur                                | 1964 | Massas mor                | |
| Zorba, Grækeren                                   | 1964 | Madame Hortense           | Engelsk: Zorba the Greek Oscar for bedste kvindelige birolle Nomineret ･ BAFTA Award for bedste udenlandske skuespillerinde Nomineret ･ Golden Globe Award for bedste kvindelige birolle - Spillefilm Nomineret ･ Laurel Award for kvindelige birolle |
| Storm over Jamaica                                | 1965 | Rosa                      | Engelsk: A High Wind in Jamaica |
| Bag jerntæppet                                    | 1966 | Grevinde Kuchinska        | |
| Min kone er bankrøver                             | 1966 | Sadaba                    | Engelsk: Penelope |
| Maigret à Pigalle                                 | 1967 | Rose Alfonsi              | |
| Le Canard en fer blanc                            | 1967 | Rosa                      | |
| Tenderly                                          | 1968 | Yolandas mor              | Også kendt som The Girl Who Couldn't Say No |
| Brevet til Kreml                                  | 1970 | Madam Sophie              | Engelsk: The Kremlin Letter |
| A Time for Loving                                 | 1972 | Madame Olga Dubillard     | |
| Rak                                               | 1972 | Davids mor                | |
| Escape to the Sun                                 | 1972 | Sarah Kaplan              | |
| Bomber og blonder                                 | 1974 | Madame Grenier            | Engelsk: Soft Beds, Hard Battles |
| Alla mia cara mamma nel giorno del suo compleanno | 1974 | Contessa Mafalda          | |
| Mareridt bli'r virkelighed                        | 1975 | Fru Heim                  | Fransk: Le Orme |
| Il medaglione insanguinato                        | 1975 | Contessa Cappelli         | |
| Eliza's Horoscope                                 | 1975 | Lila                      | |
| Den nye lejer                                     | 1976 | Madame Gaderian           | Fransk: Le Locataire |
| Moi, fleur bleue                                  | 1977 | Komtesse de Tocqueville   | |
| Nido de Viudas                                    | 1977 | Moder                     | |
| Le Paradis des riches                             | 1978 | Camille Chevallier        | |
| Le Cavaleur                                       | 1979 | Olga                      | |
| Les égouts du paradis                             | 1979 | Charlotte                 | |
| Fremmede i natten                                 | 1979 | Sonia Tovalski            | Fransk: Clair de femme |
| Les parents terribles                             | 1980 | Yvonne                    | Tv-film |
| Fortæl mig en gåde                                | 1980 | Eva                       | Engelsk: Tell Me a Riddle Golden Mask Award |
| Il turno                                          | 1981 | Maria                     | |
| Blood Tide                                        | 1982 | Søster Anna               | |
| Testament                                         | 1983 |                           | Ukrediteret |
| Sword of the Valiant                              | 1984 | Fruen fra Lyonesse        | |
| Søstre                                            | 1988 | Bedstemor                 | Engelsk: Some Girls |
| A Star for Two                                    | 1991 | Simone                    | |
| La prossima volta il fuoco                        | 1993 | Moder                     | (sidste filmrolle) |